# 강 (드라마)
《강》은 1987년 5월 17일에 MBC TV에서 방영된 베스트셀러극장이다.

## 줄거리
대학교 동창생들과 1박 2일로 시골 여행을 떠난다. 버스를 타고 다니면서 함값을 흥정하며 술집에서 술을 마시고 각각 다른 행동 양식을 보인다.

## 출연
- 박상원
- 윤순홍
- 김성일
- 이희성
- 송옥숙
- 나문희
- 이기선
- 김화란
- 최병학
- 김기현
- 김종엽
- 박인환
- 오현섭
- 홍종현
- 이재훈
- 김응석
- 한진섭
- 김영석
- 유정화
- 정영란
- 최명성
- 노정아
- 황성탁(아역출연)